# Symlink.ch

Das Symlink-Logo

Symlink.ch war ein Nachrichtenticker für deutschsprachige computeraffine Leser („Geeks“, „Nerds“), der eine Mischung aus Newsticker und Blog darstellt; Symlink wird daher auch gerne als „deutschsprachiges Slashdot“ bezeichnet.
Der Name ist die Kurzform des englischsprachigen Computer-Fachbegriffs symbolic link, auf Deutsch eine symbolische Verknüpfung und beschreibt die Idee hinter den Symlink-Artikeln: Es sollen nur kurze Zusammenfassungen sein, keine kompletten Artikel im Sinne einer Zeitung oder eines Newstickers.

## Inhalt
Wie sein Vorbild Slashdot ist Symlink.ch kein Newsticker im traditionellen Sinn, bei dem die Beiträge und Kommentare ausschließlich von einer Redaktion erstellt werden. Die Artikel werden von den Lesern eingereicht und durch einen festen Stamm an Autoren veröffentlicht. Symlink.ch lebt von der Mitarbeit der Leser, ihren Kommentaren und ihren Meinungen. Regelmäßige Leser haben die Möglichkeit, selbst Autoren zu werden. Um Trollen vorzubeugen, verfügt Symlink, wie Slashdot auch, über ein ausgeklügeltes Moderationssystem. Anders als bei Slashdot werden aber seit Mitte 2002 keine Artikel mehr bei der nach zwei Monaten stattfindenden automatischen Archivierung gelöscht. Davor wurden Artikel mit einer negativen Punktzahl nicht mit archiviert.
Die Themengebiete sind relativ weit gestreut und versuchen, ein breites Spektrum abzudecken. Nachrichten zu aktuellen Ereignissen, Unterhaltsames, Witziges und Interessantes aus Technik, Wissenschaft und Forschung sowie auch politische Themen wechseln sich ab. Die Redakteure versuchen dabei, einen möglichst interessanten Mix zu bieten. Verschiedene Organisationen wie die Big Brother Awards, die LUGS oder auch Wikipedia haben dabei ihre eigene Rubrik erhalten.
Stilistisch versucht Symlink in den Artikeln im Allgemeinen sachlich zu informieren, auf Bashing vollständig zu verzichten und persönliche Meinungen wenn überhaupt zwischen den Zeilen durchscheinen zu lassen. Bedingt durch Einsendungen der Leser ist dies manchmal eine Gratwanderung und macht es nötig, manche Stellen zu ändern und Artikel zu entschärfen oder im Extremfall von einer Veröffentlichung abzusehen. Kommentare hingegen werden nie verändert und es herrscht der Grundsatz der Meinungsfreiheit. Die Symlink-Redakteure nehmen sich dabei aber nicht immer ganz so ernst, wie dies andere Nachrichtenseiten mit ähnlichen Themengebieten tun und es wird auch mal erklärt, was eine „Raubkopie“ ist oder wie Nerd und Nerdine zusammenfinden.
Darüber hinaus gibt es regelmäßige Umfragen zu Themen aus dem IT-Umwelt, in denen als Running Gag immer eine Antwort mit „Raffzahn“ zur Auswahl steht, z. B. Wie sieht Deine berufliche Zukunftsplanung aus? – „Will berühmt wie Raffzahn werden.“ Diese Umfragen erheben dabei in keiner Weise den Anspruch, repräsentativ zu sein, geben aber oft ein gutes Stimmungsbild ab oder dienen rein der Unterhaltung. So wurde auch schon einmal gefragt, ob die Leser generell an Umfragen teilnähmen. Der einzige anwählbare Punkt war hier aber nur „Ja“, da rein logisch jemand, der „Nein“ stimmen würde, gar nicht erst an der Umfrage teilnehmen würde. Auf drängen einzelner Leser wurde später dann aber doch noch ein „Nein“-Knopf hinzugefügt.

## Reichweite und Besucherzahlen
Als deutschsprachiger Newsticker versucht Symlink.ch vor allem den deutschsprachigen Raum abzudecken. Dabei werden oft auch Artikel zu kommenden oder vergangenen regionalen Ereignissen eingesandt, über die in den etablierten Medien wenig bis gar nicht berichtet wird.
Die Besucherzahlen schwankten zwischen 80'000 und 100'000 Hits pro Tag. Eine gewisse Abhängigkeit der Zugriffe mit der Anzahl veröffentlichter Artikel ist hier zu beobachten, was auf die rege Verlinkung des Web-Feeds zurückzuführen ist.
2007 hatte Symlink rund 2300 angemeldete Benutzer. Eine Registrierung ist jedoch weder zum Lesen noch zum Schreiben von Kommentaren notwendig. Registrierte Benutzer haben aber die Möglichkeit, die Frontseite ihren persönlichen Bedürfnissen anzupassen.

## Geschichte
Symlink.ch ist durch eine Idee in der LUGS – der Linux User Group Switzerland – entstanden. Nach einer kurzen Testphase, wurde die Webseite offiziell am 1. Dezember 2000 online geschaltet und damit das Symlinken eröffnet, wie es im ersten Artikel heißt. Die Schwerpunkte der Beiträge liegen auf Computerthemen aus dem deutschsprachigen Raum, dem Einfluss der Politik auf die IT, Datenschutz, der Geek-Kultur, und allem rund um das Thema Open-Source.
An der Generalversammlung der LUGS 2001 wurde Symlink auf Antrag zum offiziellen Vereinsmagazin der Linux Users Group Switzerland.
Am 7. Oktober 2006 feierte Symlink den 10.000. veröffentlichten Artikel.
Im Jahr 2010 (nach 10 Jahren Symlink.ch) gab es eine grössere Krise wegen mangelnder Motivation und Mitarbeit sowohl der Betreiber, als auch der Benutzer.
Seit dem 9. August 2012 ist kein neuer Artikel erschienen. (Stand Juni 2015)

## Technik
Das CMS basiert wie sein Vorbild, die amerikanische Webseite Slashdot, auf Slashcode. Für Symlink wurden sämtliche Ausgaben ins Deutsche übersetzt und im Laufe der Zeit um verschiedene Funktionen erweitert. So ist es möglich, Symlink auch unterwegs über WAP oder in einer schlanken Textversion auf einem PDA zu lesen. Die Druckfunktion fand sogar Erwähnung im O'Reilly-Buch über Slash.
Ebenso wurde die Ruhmeshalle, also die internen Statistiken um zahlreiche Filtermöglichkeiten und Funktionen erweitert. Registrierte Benutzer werden außerdem mit einem zufällig generierten Spruch begrüßt. Das zugehörige Script wurde von ursprünglich ein paar hundert auf derzeit 6'510'688'800 Kombinationen erweitert. Die generierten Sprüche folgen alle einem bestimmten Muster, machen aber selten Sinn und muten bisweilen sehr dadaistisch an. Beispiel: „Diese Seite wurde für Wikipedia von einer Schar transatlantischer Monopolphotonen generiert.“
Symlink wird auf dem Vereinswebserver der Linux Users Group Switzerland gehostet und ist komplett werbefrei. Alle Redakteure arbeiten ehrenamtlich und in ihrer Freizeit an dem Projekt.

## planet symlink
planet symlink gehört als Blogplattform zum Webangebot von symlink. Als Software zur Sammlung (so genannte „Feed Aggregation“) und Aufbereitung von externen Blogbeiträgen, die von symlink-Autoren verfasst werden, findet die Software Planet Aggregator Anwendung.